# Юрченко, Сергей Анатольевич
Сергей Анатольевич Юрченко (род. 1 августа 1957, Кривой Рог, Днепропетровская область) — советский и украинский художник, педагог.

## Биография
Родился 1 августа 1957 года в Кривом Роге в семье рабочих. Учиться рисованию начал в художественной школе № 1, класс Исакова Юрия Михайловича, 1971 год. По окончании школы в 1975 году работает художником-оформителем в заводоуправлении комбината Криворожсталь.
Находясь на срочной службе в танковых войсках с 1975 по 1977 год, работает художником.
С 1977 по 1979 год занимается изготовлением плакатов и других средств наглядной агитации в художественно-оформительском областном комбинате.
С 1979 по 1984 год учится на художественно-графическом факультете Криворожского педагогического института. Преподаватели: Владимир Непомнящий, Владимир Авраменко и  Степан Головатый.
Работает в области станковой живописи и графики. С 1988 года пишет иконы.
С 1984 по 1988 год — учитель изобразительного искусства в общеобразовательной школе № 41. С 1988 по 1990 год — художник-оформитель в ДК имени Дзержинского. С 1990 по 1993 год работает иконописцем в Спасо-Преображенском соборе в Кривом Роге.
С 1993 по 1996 год преподаёт живопись, рисунок и композицию на художественно-графическом факультете КГПУ. С 1996 по 1998 год — преподаватель школы искусств № 1. С 1998 по 1999 год работает в доме художника. С 2000 года занимается независимой художественной деятельностью.
Участник городских, областных, республиканских и международных выставок с 1990 года.
Состоит в Реестре профессиональных художников Российской империи, СССР, «русского зарубежья», Российской Федерации и республик бывшего Советского Союза (XVIII—XXI вв.).

## Творческая деятельность
Работает во многих жанрах — пейзаж, натюрморт, портреты, сюжетная композиция. Обращается к графике. Графика Сергея Юрченко — это объединение реальности и фантазии. Обрабатывая библейские сказания и легенды, он наделяет мир растений и животных удивительными свойствами и объединяет их в единое содружество сосуществования.
В иконопись направил Синица Григорий Иванович, к советам которого художник прислушивался.
Написал иконы и иконостасы в храмах Украины: Спасо-Преображенский собор, храм Александра Невского, храм Иоанна Лествичника, храм Споручницы хлебов, храм Святителя Николая, храм Покрова Пресвятой Богородицы, храм Святой Троицы, храм «Вознесение», храм Святителя Николая (Рахмановка), храм Святителя Николая (Ингулец), иконостас и росписи в храме Андрея Первозванного, иконостас и иконы навесные — храм Покрова Пресвятой Богородицы (Карнаватка), Церковь Рождества Пресвятой Богородицы (Кривой Рог) . (все в городе Кривой Рог). Покрова Пресвятой Богородицы в селе Широкое, Космо-Дамиановский монастырь (Алушта), храм Трёх Святителей (Попасная).
Графические работы С. Юрченко использованы в иллюстрировании книги о легендах и пересказах Криворожья «На землі на рідній».
Продюсерский центр Бойко, г. Киев в 2011 году представил живописные работы Сергея Юрченко в коллекции № 5 «Италии от всего сердца». на арт-фестивалях в г. Рим и Милан Италия.
Работы хранятся в музеях, частных коллекциях.